# Alfred Karger (Jurist)
Alfred Karger (* 1891 in Magdeburg; † 1. Juni 1968 in Quito) war ein deutscher Jurist, der auf dem Gebiet des Steuer- und Erbrechts spezialisiert war.

## Familie
Karger wuchs in einem jüdischen Elternhaus in Magdeburg auf. Sein Vater Aron Karger war Kaufmann, seine Mutter Betty Jaroslawitzer stammte aus dem rumänischen Iași. Sein Bruder Kurt Karger war ein renommierter Facharzt für Innere Medizin in Magdeburg.
1925 heiratete er Anna Seckstein aus München, verwitwete Guggenheim, die ihn oft beim Redigieren seiner Schriften unterstütze. Das Paar hatte zwei gemeinsame Söhne, Wolfgang und Walter. Kargers Stieftochter aus Secksteins erster Ehe, die Psychologin Lilli Guggenheim, wurde 1942 nach Auschwitz deportiert und dort ermordet. Guggenheims Ausreiseerlaubnis wurde zwei Wochen vor Abreise der Familie nach Ecuador annulliert.

## Leben
Karger studierte in Berlin, München und Halle. 1913 schloss er sein Studium mit dem Grad des Dr. jur. utr. an der Universität in Straßburg ab. Während des Ersten Weltkriegs diente er in der Ukraine. Nach Ende des Krieges arbeitete Karger zunächst als juristischer Berater, bis er sich 1921 in Berlin niederließ. Zwei Jahre später eröffnete er zusammen mit dem ehemaligen preußischen Innenminister Wolfgang Heine eine gemeinsame Anwaltskanzlei in Berlin. Seit 1928 war Karger Notar und „Fachanwalt für Staats- und Verwaltungsrecht“.
Karger war in der jüdischen Gemeinde in Berlin aktiv. Er war Vorstandsmitglied der Synagoge Friedenstempel, arbeitete eng mit dessen Rabbiner Joachim Prinz zusammen und unterstützte unter anderem die Gesellschaft zur Förderung der Wissenschaft des Judentums und das jüdische Museum.
Nach der Machtergreifung der Nationalsozialisten im Jahr 1933 floh sein Anwaltskollege Heine in die Schweiz und Karger verlor seine Zulassung als Rechtsanwalt. Ab 1938 bemühte sich Karger intensiv um die Emigration seiner Familie aus Deutschland und erhielt 1941 schließlich Visa für die Ausreise nach Ecuador. Über Spanien, Kuba und Kolumbien reiste Karger zusammen mit seiner Frau Anna und seinen zwei Söhnen nach Quito.
Im Exil führte Karger seine publizistische und juristische Tätigkeit fort. 1942 erhielt er die dortige Zulassung, 1959 folgte dann die erneute Zulassung in Deutschland. Daneben engagierte sich Karger in der jüdischen Gemeinde in Quito. Seinen Lebensunterhalt verdiente sich Karger allerdings mit dem Handel von Silberwaren in Ecuador. 1968 starb Karger im Alter von 76 Jahren in Quito.

## Publikationen (Auswahl)
- Die Billigung beim Kauf auf Probe. Halle a. d. S.: Hof-Verlagsbuchhandlung C. A. Kaemmere & Co., 1913.
- Vermögen und das Erbschaftssteuergesetz. Berlin, Ind.verl. Spaeth & Linde, 1921.
- Die Besteuerung der Gesellschaftsformen. Eisners Betriebs-Bücherei 21. Berlin: Otto Eisner Verlag, 1922
- Die Besteuerung der Ausländer und ausländischen Gesellschaften in Deutschland. Berlin: R.L. Prager, 1926.
- Steuerlich zweckmäßige Testamente und Schenkungen 3. und 4. Auflage des Buches: Mein Vermögen und das Erbschaftssteuergesetz. Berlin, Spaeth & Linde, 1926.
- Das A-B-C des Hausbesitzers: Ein Nachschlagewerk für Rechts-, Steuer- und Wirtschaftsfragen. Berlin, Spaeth & Linde, 1928.
- Steuerlich zweckmäßige Testamente und Schenkungen. 5. Aufl. Berlin, S & L, 1930.
- Die Gewerbesteuer der freien Berufe in Preußen. Berlin: Spaeth & Linde, 1930.
- Kapitalflucht und Steueramnestie. Berlin: Spaeth & Linde, 1931.
- Nachtrag zu Steuerlich zweckmäßige Testamente und Schenkungen. Sp & L., 1935.
- El Arrendamiento Urbano. Quito-Ecuador: Casa Editora Liebmann, 1942.
- El Caso Nestor M. Borja: Principales aspectos en cl campo del Derecho Internacional Publico. Quito: Editora "Ecuador" S. A., 1942. (Zusammen mit Dr. Salgado, Gustavo)
- Müssen wir unser Ehegut sichern? Warum und wie? Heidelberg: Ind. Verlag Carlheinz Gehlsen GmbH vorm. S & L, n. d., 1958.
- Das Testament – mit 136 Beispielen. 4. nach dem neuesten Stande der Gesetzgebung bearbeitete Auflage von Dr. Alfred Karger. Stuttgart: Muth'sche Verl.buchh., 1959. (Zusammen mit Franz Hirschwald)
- Steuerlich zweckmäßige Testamente und Schenkungen. Anleitung zur praktischen Auswertung des Erbschaftsteuergesetzes 6. neubearbeitete Auflage. Heidelberg: Ind. Verl. Carlheinz Gehlsen GmbH, vorm. S & L, 1960.
- Das Testament – wie es sein soll – mit 155 Beispielen 5. Auflage unter Zugrundelegung der 3. Auflage des Buches "Das Testament" von Dr. Franz Hirschwald. Stuttgart: Muth, 1965.